# Овчаров Степан Семенович
Степан Семенович Овчаров (нар. 1909 — пом. 1943) — Герой Радянського Союзу (1944, посмертно).

## Життєпис
Народився у селі Новоконстантиновка (нині Альшеєвський район, Башкортостан, РФ) у селянській родині. Українець. Закінчив курси рахівників.
У РСЧА з вересня 1941 року, призваний Токвакським ГВК Киргизької РСР. У діючій армії на фронтах німецько-радянської війни з 1942 року.
Командир гармати 197-го гвардійського артилерійського полку (92-а гвардійська стрілецька дивізія, 37-а армія, Степовий фронт) гвардії сержант С. С. Овчаров зі своєю гарматою 8 жовтня 1943 року разом із стрілецькими підрозділами перейшов Дніпро в районі села Дніпровокам'янка (Верхньодніпровський район Дніпропетровської обл.) і знищивши 3 гармати, вогневу точку і ДЗОТ противника чим розчистив шлях піхоті. 14 жовтня 1943 року в бою з 20-а танками, він з обслугою гармати знищив танк противника та ще 2 підбив. Загинув у цьому бою.
22 лютого 1944 року Степану Семеновичу Овчарову присвоєно звання Герой Радянського Союзу посмертно.